# Mrgani
Mrgani is een plaats in de gemeente Kanfanar in de Kroatische provincie Istrië. De plaats telt 45 inwoners (2001).